# Freddie Miller
Pour les articles homonymes, voir Miller.
Freddie Miller est un boxeur américain né le 3 avril 1911 à Cincinnati, Ohio, et mort le 8 mai 1962.

## Carrière
Il devient champion du monde des poids plumes NBA (National Boxing Association) le 13 janvier 1933 en battant Tommy Paul aux points puis conserve 12 fois son titre jusqu'au 11 mai 1936, date à laquelle il est détrôné par Petey Sarron.

## Distinction
- Freddie Miller est membre de l'International Boxing Hall of Fame depuis 1997[1].